# 4044 Erikhøg
4044 Erikhøg là một tiểu hành tinh vành đai chính với chu kỳ quỹ đạo là 1938.6793565 ngày (5.31 năm).
Nó được phát hiện ngày 16 tháng 10 năm 1977.